# 딕 밀러
딕 밀러(Dick Miller, 1928년 12월 25일 ~ 2019년 1월 30일)는 미국의 배우, 성우, 각본가이다.

## 출연 작품
- 엑스 (2014년) - 딱딱한 늙은 경찰 역
- 로저 코만의 세계 (2011년) - 본인 역
- Machete Maidens Unleashed! (2010년)
- 트레일 오브 더 스크리밍 포헤드 (2007년)
- 루니 툰 - 백 인 액션 (2003년) - 경호원 역
- 루트 666 (2001년)
- 스페이스 워리어 (1998년)
- 스몰 솔저 (1998년)
- 세컨드 시빌 워 (1997년)
- 크리프트 스토리 - 데몬 나이트 (1995년)
- 로큰롤 타운 (1994년)
- 세 소녀 이야기 (1994, Runaway Daughters)
- 미드나잇 런 - 제2탄 (1994년)
- 새로운 전율 (1993년)
- 폴링 엔젤스 (1993년)
- 배트맨 - 유령의 마스크 (1993년)
- 마티니 (1993년)
- 이블 툰스 (1992년)
- 바디 라인 (1992년)
- 아미티빌 6 (1992년)
- 몹 보스 (1990년)
- 그렘린 2 - 뉴욕 대소동 (1990년) - 머레이 퍼터만 역
- 유혹 (1989년)
- 유령 마을 (1989년)
- Elvira, Mistress of the Dark (1988)
- 엔젤 3 (1988년)
- X 전략 (1987년)
- 이너스페이스 (1987년)
- 암드 레스폰즈 (1986년)
- 킬보트 (1986년)
- 나이트 크리프스 (1986년)
- 컴퓨터 우주 탐험 (1985년) - 찰리 드레이크 역
- 특근 (1985년)
- 그렘린 (1984년) - 머레이 퍼터만 역
- 터미네이터 (1984년)
- 스페이스 레이더스 (1983년)
- 뜨거운 가슴으로 내일을 (1983년)
- 보텍스 (1982년)
- 마지막 생존자 (1982년)
- 하울링 (1981년)
- 하트비프 (1981년)
- 해피 후커 3 - 헐리우드 가다 (1980년)
- 중고차 소동 (1980년)
- 11번째 희생자 (1979년)
- 로큰롤 고등학교 (1979년)
- 레이디 (1979년)
- 식인어파라나 (1978년) - 벅 가드너 역
- 상속자 (1977년)
- 뉴욕 뉴욕 (1977년)
- 헐리웃 대로 (1976년)
- 캐논볼 (1976년)
- 알 카포네 (1975년)
- 크레이지 마마 (1975년)
- 하이웨이 인생 (1975년)
- 미녀 갱단 빅 배드 마마 (1974년)
- 더 영 너즈 (1973년)
- 밸리 고교에서 생긴 일 (1973년)
- 달라스의 음모 (1973년)
- 강력범 (1973년)
- 야간 간호원 (1972년)
- 위치 웨이 투 더 프론트 (1970년)
- 살인을 위한 시간 (1967년)
- 환각특급 (1967년)
- 와일드 엔젤 (1966년)
- 스키 파티 (1965년)
- 테러 (1963년)
- X-레이 눈을 가진 사나이 (1963년)
- 중단된 매장 (1962년)
- 아틀라스(영어판) (1961년)
- 흡혈 식물 대소동 (1960년)
- 버켓 오브 블러드 (1959년)
- 위성 전쟁 (1958년)
- 낫 오브 디스 어스 (1957년)
- 카니발 록 (1957년)
- 네이키드 파라다이스 (1957년)
- 록 올 나이트 (1957년)
- 여학생 클럽의 소녀 (1957년)
- 죽지 않는 자들 (1957년)
- 그것이 세계를 지배했다 (1956년)
- 오클라호마 여인 (1956년)
- 여자 보안관 로즈 (1956년)
- 아파치 여인 (1955년)

### 텔레비전
- 총알탄 사나이 - TV 시리즈 (1982)
- 내일은 스타 (1984-87)
- 초인 플래시 (1990-91)
- 브이 - 최후의 전투 (1984년)
- 환상 특급 (1983년)